# McCallsburg
McCallsburg és una població dels Estats Units a l'estat d'Iowa. Segons el cens del 2000 tenia 318 habitants.

## Demografia
Segons el cens del 2000, McCallsburg tenia 318 habitants, 125 habitatges, i 91 famílies. La densitat de població era de 231,7 habitants/km².
Dels 125 habitatges en un 36,8% hi vivien nens de menys de 18 anys, en un 61,6% hi vivien parelles casades, en un 7,2% dones solteres, i en un 26,4% no eren unitats familiars. En el 24% dels habitatges hi vivien persones soles el 12,8% de les quals corresponia a persones de 65 anys o més que vivien soles. El nombre mitjà de persones vivint en cada habitatge era de 2,54 i el nombre mitjà de persones que vivien en cada família era de 2,99.
Per edats la població es repartia de la següent manera: un 28,9% tenia menys de 18 anys, un 5% entre 18 i 24, un 24,5% entre 25 i 44, un 22,3% de 45 a 60 i un 19,2% 65 anys o més.
L'edat mediana era de 38 anys. Per cada 100 dones de 18 o més anys hi havia 98,2 homes.
La renda mediana per habitatge era de 35.250 $ i la renda mediana per família de 44.375 $. Els homes tenien una renda mediana de 33.750 $ mentre que les dones 19.875 $. La renda per capita de la població era de 16.135 $. Entorn del 6,6% de les famílies i el 9,2% de la població estaven per davall del llindar de pobresa.

## Poblacions més properes
El següent diagrama mostra les poblacions més properes.